# Halle de Souillac
La halle est un monument historique situé à Souillac dans le Lot (Région Occitanie).

## Historique
Les halles de Souillac ont été construites en 1832-1836 a l'emplacement de quatre maisons.
L'édifice a été inscrit au titre des monuments historiques le 11 octobre 2004.

## Description
C'est un édifice rectangulaire dont les quatre côtés sont ouverts par des arcades de pierre.